# Sven-Åke Wahlström
Sven-Åke Wahlström, född 14 maj 1953 i Härlanda församling, är en svensk skådespelare. Wahlström studerade vid Statens scenskola i Göteborg.
Wahlström medverkade även i första säsongenn av Farmen på TV4.

## Filmografi (i urval)

### TV
- 2011 – Maria Wern (TV-serie)
- 2000 – Brottsvåg (TV-serie)
- 1998 – Kvinnan i det låsta rummet (TV-serie)
- 1997 – Rederiet (TV-serie)
- 1994 – Den vite riddaren (TV-serie)
- 1994 – Fallet Paragon (TV-serie)
- 1990 – Turtles (TV-serie) - Leonardo, Shredder (säsong 3)
- 1989 – Hassel – Offren (TV-serie)
- 1988 – Stoft och skugga (TV-serie)

### Film
- 2007 - Se upp för dårarna
- 1999 - Noll tolerans
- 1998 - Beck - Pensionat Pärlan
- 1998 - Sista kontraktet
- 1993 - Drömkåken
- 1991 - Midsommar
- 1985 - Smugglarkungen

## Teater

### Roller (ej komplett)
| År   | Roll | Produktion                                         | Regi                                                | Teater                |
| ---- | ---- | -------------------------------------------------- | --------------------------------------------------- | --------------------- |
| 1984 | Gigi | Momo Michael Ende                                  | Margita Ahlin Jonas Falk Maria Gonzalez Eva Persson | Göteborgs stadsteater |
| 1997 |      | La Barracca Lars-Eric Brossner och Kjell Sundstedt | Eva Gröndahl                                        | Folkteatern           |

### Fotnoter
1. ↑  Bengt Jahnsson (21 oktober 1984). ”Orädd teater, fest och bråk i Göteborg”. Dagens Nyheter:  s. 24. http://arkivet.dn.se/tidning/1984-10-21/287/24. Läst 16 september 2017.
2. ↑  Martin Nyström (10 november 1997). ”Livlös Lorca på besök. Trots lyckade scener hittar musikalen aldrig riktigt sin form”. Dagens Nyheter. https://www.dn.se/arkiv/teater/musikal-livlos-lorca-pa-besok-trots-lyckade-scener-hittar-musikalen-aldrig-riktigt-sin-form/. Läst 2 oktober 2021.